# Diamentowa Liga 2025
Ten artykuł dotyczy trwającego lub niedawnego wydarzenia sportowego. Informacje w nim zamieszczone mogą się zmienić lub zdezaktualizować wraz z postępem zdarzenia. Początkowe doniesienia, wyniki lub statystyki mogą być niepewne. Ostatnie aktualizacje do tego artykułu mogą nie odzwierciedlać najbardziej aktualnych informacji.
Diamentowa Liga 2025 – szesnasta edycja prestiżowych zawodów Diamentowej Ligi. W 2025 roku pierwszy mityng odbył się 26 kwietnia w chińskim Xiamenie na Egret Stadium, a cykl zakończy się w dniach 27–28 sierpnia podczas finałowych zawodów Weltklasse Zürich w Zurychu. Cykl w tym roku składa się z 15 mityngów.

## Kalendarz
| Data           | Mityng                                         | Miasto    | Stadion                                   | Wyniki    |
| -------------- | ---------------------------------------------- | --------- | ----------------------------------------- | --------- |
| 26 kwietnia    | Xiamen Diamond League                          | Xiamen    | Egret Stadium                             | Rezultaty |
| 3 maja         | Shanghai Diamond League                        | Shaoxing  | Shaoxing China Textile City Sports Center | Rezultaty |
| 16 maja        | Doha Diamond League                            | Doha      | Qatar SC Stadium                          | Rezultaty |
| 25 maja        | Meeting international Mohammed VI d’athlétisme | Rabat     | Stade Moulay Abdellah                     | Rezultaty |
| 6 czerwca      | Golden Gala                                    | Rzym      | Stadio Olimpico                           | Rezultaty |
| 12 czerwca     | Bislett Games                                  | Oslo      | Bislett Stadion                           | Rezultaty |
| 15 czerwca     | Bauhaus-Galan                                  | Sztokholm | Stadion Olimpijski                        | Rezultaty |
| 20 czerwca     | Meeting de Paris                               | Paryż     | Stade Sébastien Charléty                  | Rezultaty |
| 5 lipca        | Prefontaine Classic                            | Eugene    | Hayward Field                             | Rezultaty |
| 11 lipca       | Herculis                                       | Monako    | Stade Louis II                            | Rezultaty |
| 19 lipca       | London Athletics Meet                          | Londyn    | Stadion Olimpijski                        | Rezultaty |
| 16 sierpnia    | Memoriał Kamili Skolimowskiej                  | Chorzów   | Stadion Śląski                            | Rezultaty |
| 20 sierpnia    | Athletissima                                   | Lozanna   | Stade Olympique de la Pontaise            | Rezultaty |
| 22 sierpnia    | Memorial Van Damme                             | Bruksela  | Stadion Króla Baudouina I                 | Rezultaty |
| 27–28 sierpnia | Weltklasse Zürich                              | Zurych    | Letzigrund Stadion                        | Rezultaty |

## Zwycięzcy
| Konkurencja                        |
| Mężczyźni                          |
| Bieg na 100 metrów                 |
| Bieg na 200 metrów                 |
| Bieg na 400 metrów                 |
| Bieg na 800 metrów                 |
| Bieg na 1500 metrów                |
| Bieg na 5000 metrów                |
| Bieg na 3000 metrów z przeszkodami |
| Bieg na 110 metrów przez płotki    |
| Bieg na 400 metrów przez płotki    |
| Skok wzwyż                         |
| Skok o tyczce                      |
| Skok w dal                         |
| Trójskok                           |
| Pchnięcie kulą                     |
| Rzut dyskiem                       |
| Rzut oszczepem                     |
| Kobiety                            |
| Bieg na 100 metrów                 |
| Bieg na 200 metrów                 |
| Bieg na 400 metrów                 |
| Bieg na 800 metrów                 |
| Bieg na 1500 metrów                |
| Bieg na 5000 metrów                |
| Bieg na 3000 metrów z przeszkodami |
| Bieg na 100 metrów przez płotki    |
| Bieg na 400 metrów przez płotki    |
| Skok wzwyż                         |
| Skok o tyczce                      |
| Skok w dal                         |
| Trójskok                           |
| Pchnięcie kulą                     |
| Rzut dyskiem                       |
| Rzut oszczepem                     |